# Tossal de Puigferrers
El Tossal de Puigferrers és una muntanya de 678 metres que es troba al municipi de Pinós, a la comarca del Solsonès.